# Hamisítás elleni kereskedelmi megállapodás
A hamisítás elleni kereskedelmi megállapodás (angolul Anti-Counterfeiting Trade Agreement, röviden ACTA) egy nemzetközi megállapodás, amely hivatalosan azt a célt szolgálja, hogy az interneten terjedő kalóztartalmakkal szemben a hatékony fellépést tudjanak megvalósítani. Az ACTA hasonló az Interpol-hoz, amely a különböző országok közti, a határokon átívelő nyomozást segítő rendőrségi együttműködés, de amíg az Interpol nem sérti a tagországok polgárainak jogait és  nem figyelik meg az összes állampolgár hétköznapi tevékenységeit, az ACTA más természetű. Bár az ACTA-t  aláíró tagországoknak jóformán nem is kell módosítaniuk a meglévő törvényeiket, például Magyarországnak sem kell, az ACTA mégis roppant aggályos jelenség. Az ACTA nevében az internetezők adatforgalmát monitoroztathatják, az illegális tartalmakért pedig bárkit a törvény elé citálhatnak, miközben megítélés kérdése, hogy mekkora szigorral tekintik, mi az, hogy illegális tartalom, illetve, hogy mi minden esik ebbe a kategóriába bele. Az új rendszer révén az internet az állami hatóságok ellenőrzése alá kerül.[forrás?]

## Az ACTA a hétköznapokban
Hivatalosan az ACTA a hamisított és kalóztermékek határon átnyúló kereskedelméhez kapcsolódó kihívásokkal összefüggésben a részes államok közötti együttműködést, a hatóságok jogérvényesítő tevékenysége közben kialakult „legjobb gyakorlatok” összefoglalását és a jogérvényesítést szolgáló intézkedések terén közös jogi keretszabályok felállítását célozza.
Az ACTA azt jelentheti, hogy bárkinek az internetes adatforgalmát monitorozhatják, és ha a különböző tartalomfelismerő szoftverek segítségével (amilyeneket a YouTube is működtet a jogvédett tartalmak felismeréséhez) jogvédett tartalmakat azonosítanak be, akkor megindulhat a szankció az illető internetes tartalomszolgáltatóval, illetve az illető internetezővel szemben.

## Az illegális tartalmak az egyezmény szerint
Az egyezmény általában hamisított tartalmakról beszél, ez is elősegíti, hogy az illetékes  hatóságok szabadon értelmezzék, mi az, amit illegálisnak találnak. Ha szerzői jogokat sértő tartalmakról beszélünk, akkor illegálisnak minősül az is, ha valaki másnak a fotóját lementi a gépére, hiszen nem az övé. Ha egy olyan videót ment le valaki, vagy publikál, oszt meg másokkal, ami nem az övé, az is illegális. Ha egy filmet tölt le valaki, illegális. Ha egy mp3-as fájlban átküld valaki egy zenét egy barátjának, illegális. Ha nem vásárolta meg a zene felhasználói jogát, akkor duplán.

## Aggályok a szerződéssel kapcsolatban
Az ACTA az első globális hatósági ellenőrzési rendszer, amely kiterjed az internetezők adatforgalmának monitorozására. Az egyezményt Lengyelország kivételével titokban írták alá a tagállamok. Lengyelországban tüntetés tört ki a bejelentés hatására. Általában elmondható, hogy az ACTA egy homályosan és lazán megfogalmazott rendelkezés-komplexum, amely roppant tág teret ad a hatóságoknak azon a téren, hogy megítéljék, mi az, amit törvénybe ütközőnek találnak, azon a téren is, hogy mi kell, legyen a megfelelő szankció, miközben a felhasználóknak, az állampolgároknak nem garantálják a már meglévő elemi jogaikat sem.

## Pozitívumai
Az ACTA első tervezetében még szerepelt az, hogy a három csapás elvének érvényesítése révén, akit harmadszor vádolnak meg vétséggel a törvények ellen az interneten, azt a felhasználót, tartalomszolgáltatót „lekapcsolhatják”, kitilthatják az internetről. Az ACTA aláírásakor megnyugtatóan hatott a hír, hogy „nem fogják lekapcsolni az internetezőket” (bár azt, hogy pénzbírságot és börtönbüntetést kiszabhatnak rájuk, továbbra is fontos figyelembe venni).

## Története

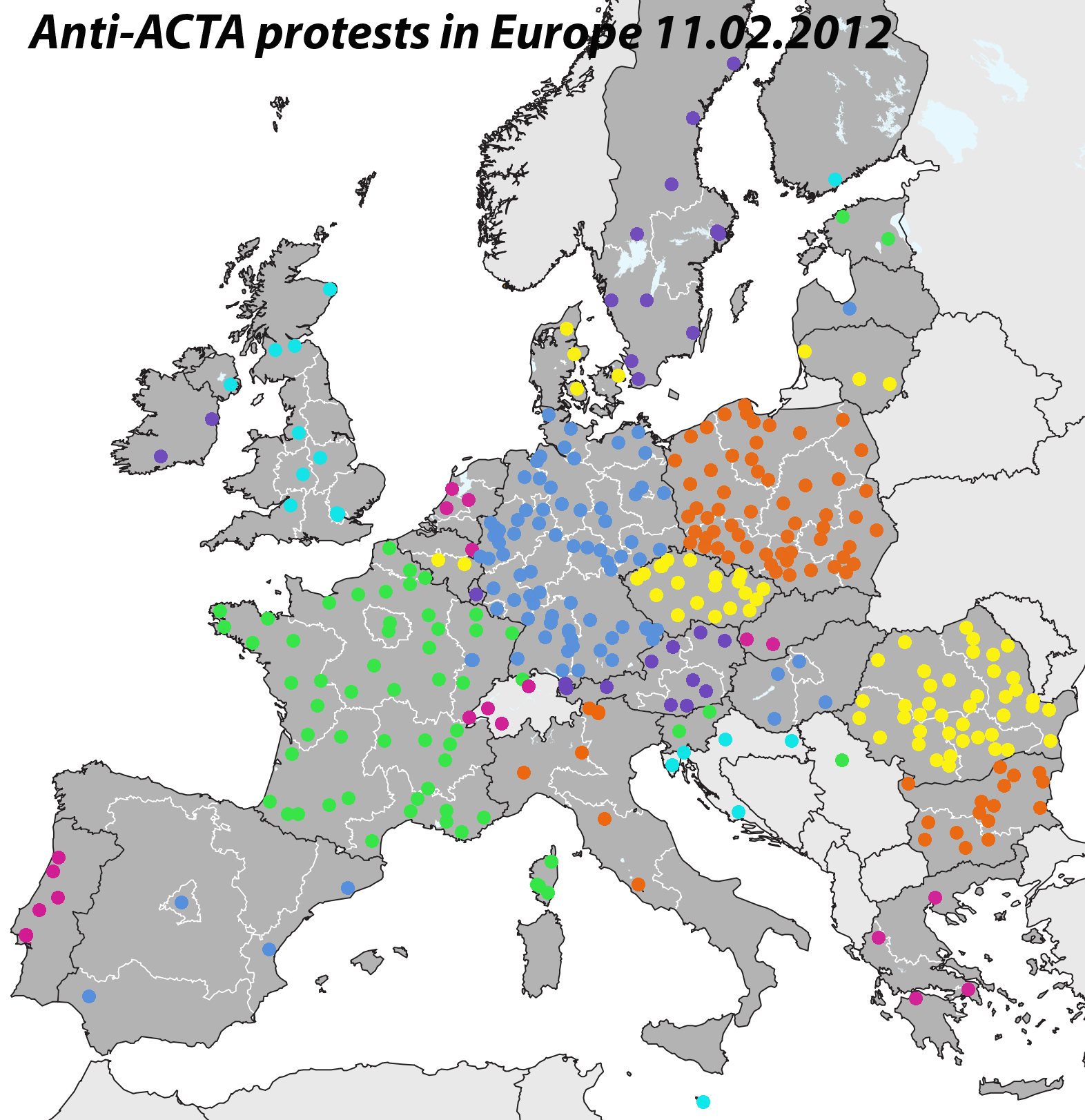
Az ACTA-ellenes tüntetések helyszínei Európában 2012. február 11-én

Az ACTA-ról szóló tárgyalások 2006-ban kezdődtek. A hivatalos előterjesztő Japán A részvevők: a WTO egyes részes államai, az Európai Unió (EU) és tagállamai, továbbá Ausztrália, Kanada, Japán, a Dél-Korea, Mexikó, Marokkó, Új-Zéland, Szingapúr, Svájc és az Amerikai Egyesült Államok. A megállapodás szövegét tizenegy tárgyalási fordulót követően a felek 2010 novemberében véglegesítették. A megállapodás 2011. március 31-e óta áll nyitva aláírásra, elsőként 2011. október 1-jén Japán (az előterjesztő), Ausztrália, Kanada, a Koreai Köztársaság, Marokkó, Új-Zéland, Szingapúr és az USA írta alá.
Az EU és tagállamai, köztük a Magyarország is, 2012. január 26-án írták alá a megállapodást Tokióban. Magyar részről Orbán Viktor miniszterelnök 5/2012. (I. 20.) határozatában, bármiféle előzetes társadalmi vita nélkül rendelte el a szerződés aláírását, de előbb még az országgyűlésnek is el kellett volna fogadnia a csatlakozásról szóló törvényt.
Németország, Hollandia, Ciprus, Szlovákia, Észtország, Svájc, Mexikó aláírása azonban az időközben világszerte kirobbant civil tiltakozó megmozdulások miatt késett. 2012 februárjában az Európai Bizottság (EB) kérésére az Európai Közösségek Bírósága vizsgálatot indított, hogy megállapítsa, az ACTA nem ellentétes-e az uniós joggal. Ezután Románia is felfüggesztette a ratifikálását. 2012. július 4-én az Európai Parlament (EP) 478 nem és 39 igen szavazattal elutasította, elsőként élve a lisszaboni szerződésben a nemzetközi szerződések esetére biztosított jogával, 2013 januárjában aztán az EB is visszavonta a bírósági kérelmét, s ezzel lekerült a napirendről.